# 奈良縣立醫科大學
奈良縣立醫科大学（日语：奈良県立医科大学）是位于日本奈良縣的一所公立大学，成立於1945年，简称为奈县医、奈良医大或县立医大。

## 历史
1945年奈良縣立醫學專門學校設立。1947年開設大學教育。大學的簡稱為「奈縣醫」、「奈良醫大」。在2004年新開設了4年制的看護學科。2007年4月，本校變更成為了公立大學法人奈良縣立醫科大學。

## 教育和研究机构

### 学部
- 医学部
  - 医学科
  - 看護学科

### 大学院
- 医学研究科
  - 医科学専攻（碩士課程）
  - 地域医療・健康医学専攻（博士課程）
  - 生体情報・病態制御医学専攻（博士課程）
  - 生体分子・機能再建医学専攻（博士課程）
- 看護学研究科
  - 看護学専攻（碩士課程）
    - 看護学課程
    - 助産学実践課程[2]

## 附属施設
- 奈良縣立医科大学附属病院（位於橿原市，成立於1945年）